# Otto Bauer (Politiker, 1850)

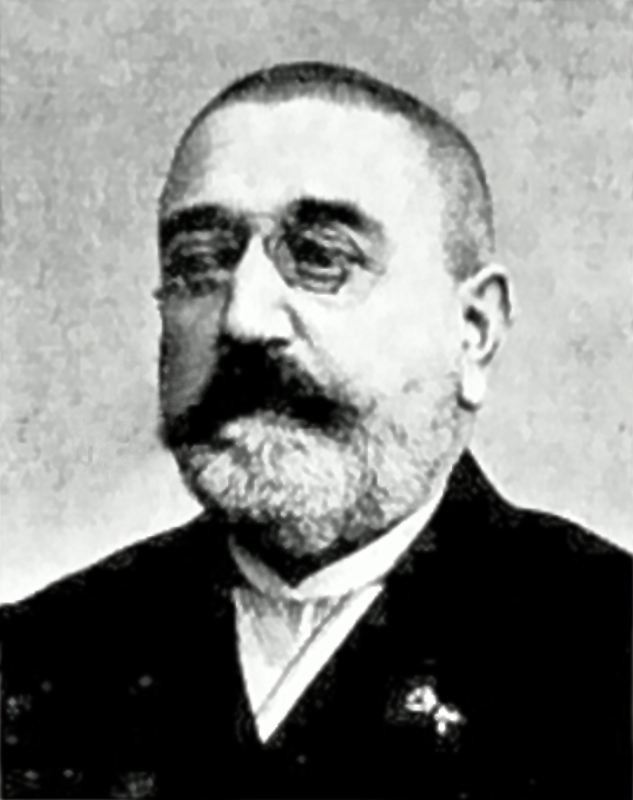
Paul Eduin Otto Bauer um 1899

Paul Eduin Otto Bauer (* 18. August 1850 in Zwickau; † 23. Oktober 1916 in Radeberg) war ein deutscher Politiker und Bürgermeister mehrerer Städte.

## Leben
Otto Bauer war der Sohn des Zwickauer „Gymnasial-Oberlehrers der exacten Wissenschaften“ und Pfarrers Aurel Reinhard Eduin Bauer und dessen erster Ehefrau Amalie Auguste geb. Heider. Ab 1873 war Otto Bauer Referendar beim Stadtrat Leipzig.
Er war verheiratet mit Ida Mathilde geb. Börner aus Radeberg. Das Ehepaar hatte eine Tochter.
Otto Bauer verstarb am 23. Oktober 1916 im Stadtkrankenhaus Radeberg an Lungenentzündung.

## Wirken
Nach seiner Leipziger Referendarzeit ging Bauer 1876 nach Burgstädt und übernahm dort das Amt des Bürgermeisters, das er 18 Jahre, bis 1893, innehatte. Im gleichen Jahr wechselte er nach Ronneburg und übernahm dort das Bürgermeisteramt.
Von Ronneburg aus wechselte Bauer am 2. Oktober 1895 nach Radeberg, um das Bürgermeisteramt von dem aus Altersgründen ausscheidenden, seit 1873 amtierenden Bürgermeister August Max Rumpelt zu übernehmen. Die feierliche Verpflichtung und Einweisung Bauers erfolgte am 3. Oktober 1895 durch den „Königlichen Herrn Kreishauptmann zu Dresden“.
Bauer hatte das Bürgermeisteramt bis zu seinem Tode am 23. Oktober 1916, kurz vor seinem Ruhestand, inne.

## Verdienste
Bauers Amtszeit in Radeberg lag in der Hochkonjunktur der weiteren Entwicklung Radebergs zu einer bedeutenden Industriestadt im Königreich Sachsen Ende des 19. / Anfang des 20. Jahrhunderts, deren Einwohnerzahl in der Amtszeit Bauers von 10.300 (1896) auf etwa 14.500 (1916) angestiegen war.
Bauers straffe und korrekte Amtsführung und seine Kreativität wirkten sich auf alle Gebiete der Stadtentwicklung aus. Unter seiner Führung entwickelte sich insbesondere die Glasindustrie als der tragende Radeberger Industriezweig weiter und in dessen Folge der Wohnungsbau sowie 1898 der Neubau der Knabenschule (heute Pestalozzischule – Oberschule) und 1905 die Erweiterung der Mädchenschule (heute Grundschule Stadtmitte). Der Neubau der „Realschule mit Progymnasium“ 1912 (Humboldt-Gymnasium Radeberg) war auch für den Großraum Radeberg als Einzugsgebiet bedeutsam. Als Folge dieser Entwicklung Radebergs zu einem Zentrum der Arbeiterschaft wurde auch der Neubau eines Städtischen Krankenhauses erforderlich, das 1906 übergeben worden ist.
In Bauers Amtszeit entstand auch die erste Radeberger Turnhalle mit angeschlossenem Sportplatz für den Schul-, Arbeiter- und Vereinssport. Das neue Kaiserliche Postamt ist 1896 eingeweiht worden. Straßenbau und -Modernisierung, z. B. durch Beschleusung und Wasserleitungsbau einschließlich Kanalisation, sowie das Anlegen von Fußwegen, erhöhten die Attraktivität Radebergs als Wohn- und Arbeitsort für den Großraum. Auch der Neubau der Hospitalbrücke 1899 als eine der wichtigsten Verkehrsadern über die Große Röder wurde durch ihn forciert.
Bauer initiierte den Bau des Königlichen Feuerwerkslaboratoriums Radeberg, indem der Stadtrat das Gelände des ehemaligen Artillerie-Übungsplatzes unmittelbar südlich der Bahnstrecke Görlitz–Dresden, einschließlich zugekaufter Grundstücke, im Mai 1915 der Feldzeugmeisterei Dresden zum Kauf durch die Reichsfinanzverwaltung anbot, um dort die neue Fabrik zu errichten. Der inzwischen auch weit fortgeschrittene Straßenbau und der zugesicherte direkte Eisenbahnanschluss in das geplante werkseigene Bahn-Netz führten zum Bau dieses Großbetriebes, in dem außer bis zu 1500 Bauarbeitern später zeitweise bis zu 5000 Menschen beschäftigt waren. Als Folge dieses Baues entwickelte sich auch der städtische Wohnungsbau, und die neue Form des genossenschaftlichen Wohnungsbaus im Süden Radebergs war der Grundstein für die Entstehung der „Radeberger Süd-Vorstadt“ als Wohnstandort.
Bauer wirkte auch überregional, um Radeberg als Industriestandort aufzuwerten. Gemeinsam mit dem Radeberger Abgeordneten im Königlich-Sächsischen Landtag, dem Kaufmann Georg Knobloch, und dem Stadtrat versuchte Bauer über mehrere Jahre und mittels einer bereits 1897 eingereichten Petition an den Landtag, den Neubau einer Eisenbahn-Linie von Arnsdorf über Radeberg und Radeburg nach Großenhain (sogenannte Nord-Ost-Bahn zur eisenbahntechnischen Erschließung des Rödertales mit 63 Gemeinden und etwa 50.000 Einwohnern) zu planen und einzuordnen. Mit Beginn des Ersten Weltkrieges war dieses Thema abgeschlossen. An Stelle des im November 1845 im Rahmen des Neubaues der Bahnstrecke in Betrieb genommenen alten Bahnhofsgebäudes ist am 1. April 1898 das weit größere neue Bahnhofsgebäude eingeweiht worden, das noch heute in Betrieb ist.

## Ehrungen
Für die Gesamtheit seiner Verdienste als Bürgermeister dreier Städte und zum Wohle Sachsens ist Otto Bauer vom Sächsischen König Friedrich August III. vor 1910 der Albrechts-Orden in der Klasse „Ritter I. Klasse des Albrechts-Ordens“ verliehen worden.
Aufgrund der großen Verdienste Bauers um die Stadtentwicklung wurde er im Jahre 1900 vom Stadtrat zum „Bürgermeister auf Lebenszeit“ gewählt.
In Radeberg ist um 1930 der nördliche Teil der ehemaligen Langen Straße in Otto-Bauer-Straße umbenannt worden.